# Gordon Lemm

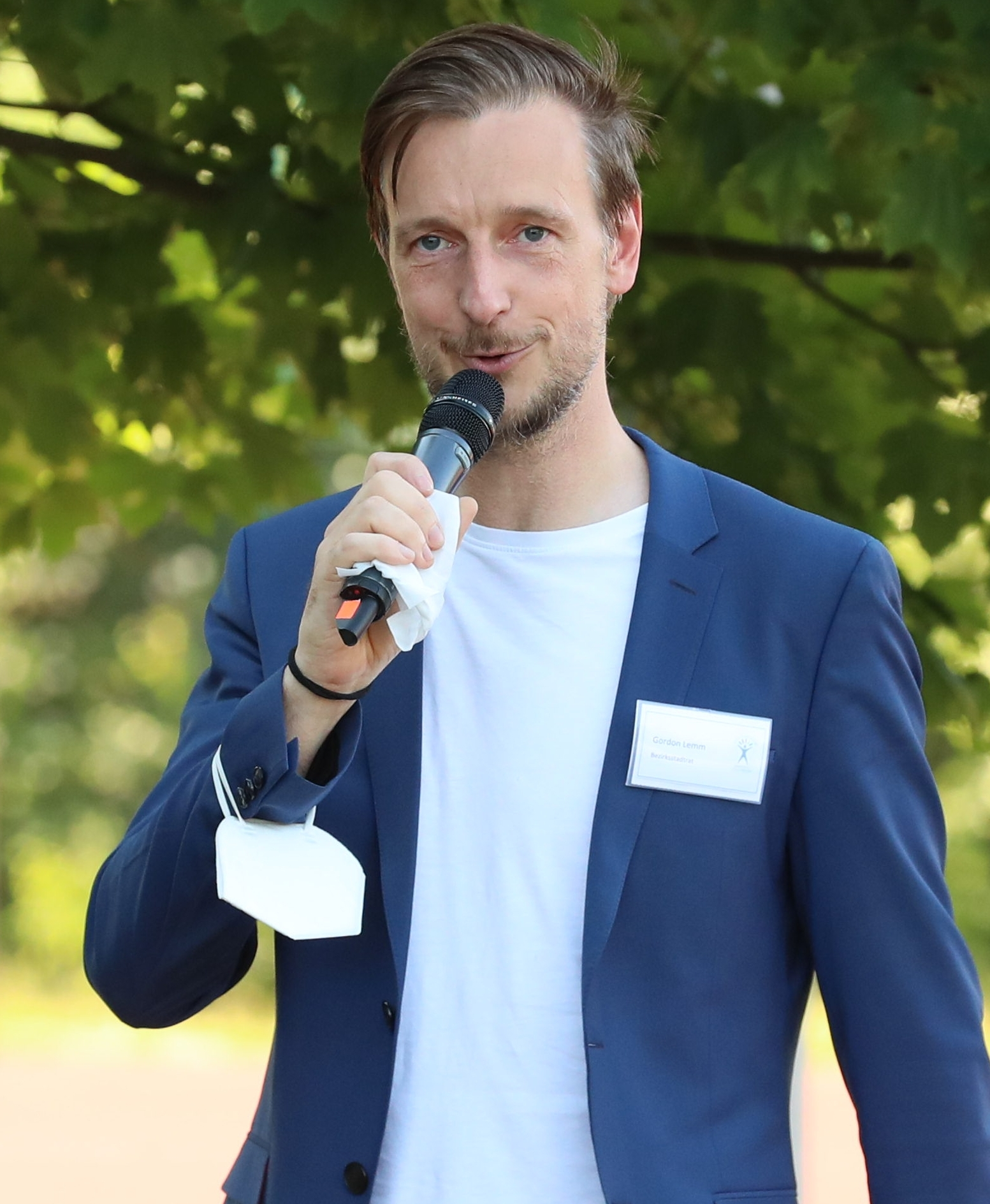
Gordon Lemm (2021)

Gordon Lemm (* 24. Juli 1977 in Berlin) ist ein deutscher Kommunalpolitiker der SPD. Er ist ehemaliger Bezirksbürgermeister des Berliner Bezirks Marzahn-Hellersdorf und hier seit 2023 Bezirksstadtrat für Jugend, Familie und Gesundheit.

## Leben
Lemm wuchs in Berlin-Marzahn auf. 1996 legte er das Abitur am Dathe-Gymnasium Berlin-Friedrichshain ab und studierte 1996 bis 2008 an der Humboldt-Universität zu Berlin Geschichtswissenschaften (im Hauptfach), Politikwissenschaften und Philosophie mit dem Abschluss Magister Artium. 2009 bis 2016 war er Doktorand am Institut für Geschichtswissenschaften der Humboldt-Universität und am Institut für Politikwissenschaften der Technischen Universität Chemnitz.
Von 2011 bis 2016 war er als persönlicher Referent des Bezirksbürgermeisters im Bezirk Pankow Matthias Köhne tätig. Von 2016 bis 2021 war er im Bezirksamt Marzahn-Hellersdorf Bezirksstadtrat für Schule, Sport, Jugend und Familie, 2021–2023 Bezirksbürgermeister und ist seit 2023 Bezirksstadtrat für Jugend, Familie und Gesundheit.

## Politik
Lemm ist seit 2002 Mitglied der SPD. Von 2006 bis 2016 war er Mitglied der BVV Marzahn-Hellersdorf und dort 2011–2016 Vorsitzender der SPD-Fraktion.
Am 4. November 2021 wählte eine Zählgemeinschaft bestehend aus  SPD, Die Linke, Bündnis 90/Die Grünen, FDP und Tierschutzpartei Lemm zum Bezirksbürgermeister von Marzahn-Hellersdorf. Nach der Wiederholungswahl zu den Bezirksverordnetenversammlungen im Februar 2023 verlor die Zählgemeinschaft ihre Mehrheit. Lemm ist seitdem Bezirksstadtrat für Jugend und Gesundheit.
Seit Mai 2022 führt Lemm gemeinsam mit der ehemaligen SPD-Fraktionsvorsitzenden in der BVV Marzahn-Hellersdorf Jennifer Hübner den SPD-Kreisverband in einer Doppelspitze.